# Sender Grödnerjoch
Die Sendeanlage Grödnerjoch (auch Sender Wolkenstein) ist ein Füllsender der Rundfunk-Anstalt Südtirol am Grödner Joch. 
Versorgt wird das Grödner Tal.

## Geographie
Die Sendeanlage befindet sich auf 2280 m Höhe und ist Eigentum der Rundfunk-Anstalt Südtirol. Zum Einsatz kommt ein freistehender 40 Meter hoher Mast, welcher unter anderem von Vodafone, Wind, Mediaset, RTL 102.5 und dem Zivilschutz mitgenutzt wird.

## Abgestrahlte Programme

### Digitalradio (DAB+)
Vom Sender Grödnerjoch werden vier verschiedene Multiplexe ausgestrahlt. Der Sender gilt als Füllsender für das Grödner Tal und umliegende Täler.
| Block          | Programme | ERP (in kW) | Antennen- diagramm rund (ND), gerichtet (D) | Gleichwellennetz (SFN) |
| -------------- | --- | ----------- | ------------------------------------------- | --- |
| 10B RAS1-DAB   | - Rai Radio 1 TAA - Rai Radio 2 TAA - Rai Radio 3 - Rai Südtirol - Bayern 3 - BR-Klassik - BR24 - Deutschlandfunk Kultur - Die Maus - Radio Swiss Classic - Radio Swiss Pop                                                                                              | 0,32        | V                                           | - Südtirol: Aberstückl, Abtei, Antholz Mittertal, Barbian (Lajen), Brenner, Brixen (Plose), Eggental (Rauth), Enneberg, Franzensfeste (Mittewald), Freienfeld, Graun im Vinschgau, Grödnertal, Grödner Joch (Wolkenstein), Gsies, Hühnerspiel, Kardaun, Kastelruth, Kematen (Pfitscher Tal), Kronplatz, Kurzras, Lüsen (Oberhaus-Hof), Luttach, Mals, Melag (Pratzen), Meran (Mut), Meransen, Moos in Passeier, Mühlwald, Neumarkt (Laag), Obervinschgau, Pens (Hohe Scheibe), Pfelders (Passeiertal), Pfunders, Pragser Tal, Prettau, Proveis, Ratschings, Rein in Taufers, Ritten, Sarnthein, Schlinig, Seis (St. Konstantin), St. Gertraud, St. Leonhard in Passeier, St. Martin im Kofel, St. Pankraz, Sterzing (Rosskopf), Sulden, Toblach (Scheibeneck), Unser Frau in Schnals, Welschellen, Wengen - Trentino: Penegal, Paganella |
| 10C DABMEDIA   | - Radio 2000 - 80 DAB - Radio Gherdëina Dolomites - Radio Edelweiss - Radio Grüne Welle - Radio Sacra Famiglia - Radio Tirol - Südtirol 1 - Radio Dolomiti - ERF Südtirol - StadtRadio Meran - Radio Maria Südtirol - Radio Holiday - Die Antenne - Radio Italia Anni 60 | 0,32        | V                                           | - Südtirol: Aberstückl, Abtei, Antholz Mittertal, Barbian (Lajen), Brenner, Brixen (Plose), Enneberg, Franzensfeste (Mittewald), Freienfeld, Graun im Vinschgau, Grödnertal, Grödner Joch (Wolkenstein), Gsies, Hühnerspiel, Kardaun, Kastelruth, Kematen (Pfitscher Tal), Kronplatz, Kurzras, Lüsen (Oberhaus-Hof), Luttach, Mals, Melag (Pratzen), Meran (Mut), Meransen, Moos in Passeier, Mühlwald, Neumarkt, Obervinschgau, Pens (Hohe Scheibe), Pfelders (Passeiertal), Pfunders, Pragser Tal, Prettau, Proveis, Ratschings, Rein in Taufers, Ritten, Sarnthein, Schlinig, Seis (St. Konstantin), St. Gertraud, St. Leonhard in Passeier, St. Martin im Kofel, St. Pankraz, Sterzing (Rosskopf), Sulden, Toblach (Scheibeneck), Unser Frau in Schnals, Welschellen, Wengen - Trentino: Penegal, Paganella                          |
| 10D RAS2-DAB   | - Ö1 - ORF Tirol - Ö3 - FM4 - Bayern 1 OBB - Bayern 2 - BR Heimat - Deutschlandfunk Nova - Radio Rumantsch - Rete Due - Radio Swiss Jazz | 0,32        | V                                           | - Südtirol: Aberstückl, Abtei, Antholz Mittertal, Barbian (Lajen), Brenner, Brixen (Plose), Eggental (Rauth), Enneberg, Franzensfeste (Mittewald), Freienfeld, Graun im Vinschgau, Grödnertal, Grödner Joch (Wolkenstein), Gsies, Hühnerspiel, Kardaun, Kastelruth, Kematen (Pfitscher Tal), Kronplatz, Kurzras, Lüsen (Oberhaus-Hof), Luttach, Mals, Melag (Pratzen), Meran (Mut), Meransen, Moos in Passeier, Mühlwald, Neumarkt (Laag), Obervinschgau, Pens (Hohe Scheibe), Pfelders (Passeiertal), Pfunders, Pragser Tal, Prettau, Proveis, Ratschings, Rein in Taufers, Ritten, Sarnthein, Schlinig, Seis (St. Konstantin), St. Gertraud, St. Leonhard in Passeier, St. Martin im Kofel, St. Pankraz, Sterzing (Rosskopf), Sulden, Toblach (Scheibeneck), Unser Frau in Schnals, Welschellen, Wengen - Trentino: Penegal, Paganella |
| 12B DAB Italia | - Radio Radicale - RR News - R101 - Deejay - Capital - Capital Funky - Deejay 30 Songs - M DUE O - M DUE O DANCE - Radio 24 - *RDS* - *RDS* Relax - Radio Maria - RMALB.IA - Radio 24 +1 - SERIE A con RDS - 105 DAB - ACI Radio                                         | 0,5         | V                                           | - Südtirol: Toblach (Scheibeneck), Kronplatz, Obervinschgau (Montoni), Grödner Joch (Wolkenstein) - Sondrio: Valdisotto (Madonna di Oga), San Giacomo Filippo (Cigolino), Albosaggia (Frazione Moia) |